# Dadadon
Dadadon — вимерлий рід траверсодонтидових цинодонтів, який існував на Мадагаскарі в пізньому середньому тріасі. Єдиний вид в роду — Dadadon isaloi.